# Acroneurins
Els acroneurins (Acroneuriinae) són una subfamília de plecòpters de la família dels pèrlids.

## Tribus i gèneres
SUBFAMÍLIA ACRONEURIINAE Krapálek, 1914

### Tribu
Acroneuriini Klapálek, 1914.

#### Gèneres
- nomen dubium Nakaharia Navás, 1916
- Acroneuria Pictet, 1841
- Attaneuria Ricker, 1954
- Beloneuria Needham & Claassen, 1925
- Brahmana Klapálek, 1914
- Calineuria Ricker, 1954
- Caroperla Kohno, 1946
- Doroneuria Needham & Claassen, 1922
- Eccoptura Klapálek, 1921
- Flavoperla Chu, 1929
- Gibosia Okamoto, 1912
- Hansonoperla Nelson, 1979
- Hemacroneuria Enderlein, 1909
- Hesperoperla Banks, 1938
- Kalidasia Klapálek, 1914
- Kiotina Klapálek, 1907
- Mesoperla Klapálek, 1913
- Niponiella Klapálek, 1907
- Nirvania Klapálek, 1914
- Perlesta Banks, 1906
- Perlinella Banks, 1900
- Sinacroneuria Yang & Yang, 1995
- Xanthoneuria Uchida, Stark & Sivec, 2011

### Tribu Anacroneuriini Stark & Gaufin, 1976
sinònim Anacroneurini Stark & Gaufin, 1976

#### Gèneres
- Anacroneuria Klapálek, 1909
- Enderleina Jewett, 1960
- Inconeuria Klapálek, 1916
- Kempnyella Illies, 1964
- Kempnyia Klapálek, 1914
- Klapalekia Claassen, 1936
- Macrogynoplax Enderlein, 1909
- Nigroperla Illies, 1964
- Onychoplax Klapálek, 1914
- Pictetoperla Illies, 1964